# Arena (Town)
Die Town of Arena ist eine von 14 Towns im Iowa County im US-amerikanischen Bundesstaat Wisconsin. Im Jahr 2010 hatte die Town of Arena 1456 Einwohner.
Town hat in Wisconsin eine grundlegend andere Bedeutung, als im übrigen englischsprachigen Bereich. Vielmehr entspricht sie den in den anderen US-Bundesstaaten üblichen Townships, die nach dem County die nächstkleinere Verwaltungseinheit bilden.
Das Gebiet der Town of Arena ist Bestandteil der Metropolregion Madison.

## Geografie
Die Town of Arena liegt im Südwesten Wisconsins, am Südufer des Wisconsin River, einem linken Nebenfluss des Mississippi. Der am Mississippi gelegene Schnittpunkt der drei Bundesstaaten Wisconsin, Iowa und Minnesota liegt rund 140 km westnordwestlich; nach Illinois sind es rund 90 km in südlicher Richtung.
Die geografischen Koordinaten des Zentrums der Town of Arena sind 43°07′39″ nördlicher Breite und 89°55′58″ westlicher Länge. Sie erstreckt sich über eine Fläche von 205,9 km², die sich auf 202,1 km² Land- und 3,8 km² Wasserfläche verteilen. Die Town of Dodgeville umschließt vollständig die Village of Arena, ohne dass diese der Town angehört. 
Die Town of Arena liegt im äußersten Nordosten des Iowa County und grenzt an folgende Nachbartowns:
| Town of Spring Green (Sauk County) | Town of Troy (Sauk County)                  | Town of Prairie du Sac (Sauk County) Town of Mazomanie (Dane County) |
| Town of Wyoming                    | Kompassrose, die auf Nachbargemeinden zeigt | Town of Black Earth (Dane County)                                    |
| Town of Dodgeville                 | Town of Ridgeway Town of Brigham            | Town of Vermont                                                      |

## Verkehr
Durch die Town führt in West-Ost-Richtung der entlang des Wisconsin River verlaufende U.S. Highway 14. Daneben führen noch die County Highways C, H und K durch das Gebiet der Town of Arena. Alle weiteren Straßen sind untergeordnete Landstraßen sowie teils unbefestigte Fahrwege.
Entlang des Wisconsin River verläuft für den Frachtverkehr eine Eisenbahnlinie der Wisconsin and Southern Railroad, die vom Mississippi nach Madison und von dort weiter nach Milwaukee führt.
Mit dem Iowa County Airport befindet sich rund 40 km südwestlich ein kleiner Flugplatz. Die nächsten Verkehrsflughäfen sind der Dubuque Regional Airport in Iowa (rund 130 km südwestlich), der La Crosse Regional Airport (rund 170 km nordwestlich) und der Dane County Regional Airport in Wisconsins Hauptstadt Madison (rund 55 km östlich).

## Bevölkerung
Nach der Volkszählung im Jahr 2010 lebten in der Town of Arena 1456 Menschen in 595 Haushalten. Die Bevölkerungsdichte betrug 7,2 Einwohner pro Quadratkilometer. In den 595 Haushalten lebten statistisch je 2,45 Personen. 
Ethnisch betrachtet setzte sich die Bevölkerung zusammen aus 97,7 Prozent Weißen, 0,6 Prozent Afroamerikanern, 0,2 Prozent Asiaten, 00000 Prozent Polynesiern sowie 0,3 Prozent aus anderen ethnischen Gruppen; 1,2 Prozent stammten von zwei oder mehr Ethnien ab. Unabhängig von der ethnischen Zugehörigkeit waren 1,0 Prozent der Bevölkerung spanischer oder lateinamerikanischer Abstammung. 
20,4 Prozent der Bevölkerung waren unter 18 Jahre alt, 67,2 Prozent waren zwischen 18 und 64 und 12,4 Prozent waren 65 Jahre oder älter. 47,9 Prozent der Bevölkerung war weiblich.
Das mittlere jährliche Einkommen eines Haushalts lag bei 61.136 USD. Das Pro-Kopf-Einkommen betrug 32.108 USD. 2,6 Prozent der Einwohner lebten unterhalb der Armutsgrenze.

## Ortschaften in der Town of Arena
Neben Streubesiedlung existieren in der Town of Arena noch folgende gemeindefreie Siedlungen:
- Coon Rock
- Helena